# Poker Face
Pour les articles homonymes, voir Poker Face (homonymie).
Ne doit pas être confondu avec Poker Face (chanson d'Ayumi Hamasaki).
Singles de Lady Gaga
Just Dance Eh, Eh (Nothing Else I Can Say)
Pistes de The Fame
Paparazzi Eh, Eh (Nothing Else I Can Say)
Poker Face est une chanson interprétée et écrite par l’artiste américaine Lady Gaga, issue de son premier album, The Fame. Elle est produite par RedOne et sort en tant que deuxième single de son album à la fin de l'année 2008 dans certains pays et au début 2009 pour le reste du monde. Le titre a un tempo assez rapide de dance-pop, comme son précédent single, Just Dance, avec une touche un peu plus sombre. Les thèmes de ce morceau sont l’acceptation de la bisexualité, un hommage à tous ses anciens petits copains rock 'n' roll et les jeux d’argent.
Poker Face est bien accueilli par la majorité des critiques qui apprécient particulièrement le style robotique donné par les crochets et le refrain. La chanson obtient un succès mondial, arrivant en tête dans les classements de plus de vingt pays dont les États-Unis, le Royaume-Uni, l’Australie, la Nouvelle-Zélande, le Canada et plusieurs autres nations européennes. Le morceau est également le plus téléchargé dans l’histoire du téléchargement numérique britannique. c'est aussi l'une des chansons les plus vendues de tous les temps, récoltant un total de 9,8 millions de copies écoulées (fin 2009). Le vidéoclip de ce morceau montre Gaga chantant dans divers costumes et jouant au strip poker dans une immense villa avec plus d'1 milliard de vues sur YouTube.
Gaga interprète en direct le titre lors de la huitième saison du programme télé musical American Idol ainsi que lors de ses tournées The Fame Ball Tour et The Monster Ball Tour. Pendant cette dernière, la chanteuse inclut une interprétation acoustique, jouée au piano, ainsi qu'une autre plus électronique. Côté récompenses, le morceau est nommé aux Grammy Awards dans les sections "Chanson de l’année", "Enregistrement de l’année" et "Enregistrement dance de l’année" ; la chanson remporte finalement le prix du meilleur enregistrement dance. Le magazine Rolling Stone classe la piste à la quatre-vingt-seizième place des 100 meilleures chansons de la décennie 2000,.

## Écriture et inspiration

Gaga accompagnée de ses danseurs chantant Poker Face lors du troisième spectacle du Monster Ball Tour, le 29 novembre 2009, au Canada à Toronto.

Poker Face est écrite par Lady Gaga et RedOne, tandis que la piste est uniquement produite par ce dernier. Gaga affirme dans une interview que la piste est écrite dans le but de créer une chanson très pop, qui contient également un message, en l’occurrence une sorte d’hommage à ses anciens petits copains rock 'n' roll. Elle explique aussi que l’idée globale derrière la chanson est le sexe et les jeux d’argent. Dans une interview donnée au quotidien britannique Daily Star, elle déclare que cette chanson traite « de plusieurs choses très différentes. Je joue au casino mais je rencontre aussi beaucoup de garçons qui ont une dépendance au sexe, à l’alcool et au jeu, donc j’ai voulu écrire ce titre pour mon petit copain de l’époque qui est exactement comme cela ». Dans une interview avec le magazine Rolling Stone, quand il lui est demandé le sens de la ligne « Bluffin with my muffin », elle répond que c’est une métaphore décrivant sa vulve, expliquant,

« Hé bien, cela représente la “poker face” de ma vulve, elle ne bluffe jamais. J’ai pris cette ligne d’une autre chanson que j’ai écrite mais qui n’est jamais sortie, nommée Blueberry Kisses. C’est à propos d’une fille qui chante à son petit copain pour lui montrer qu’elle veut au plus haut point qu’il rentre en elle, et j’ai donc utilisé ces paroles. La ligne entière est ‘Bluberry kisses, that muffin man misses them kisses’. »

Le 11 avril 2009, lors du The Fame Ball Tour, dans une performance à Palm Springs, en Californie, Gaga explique au public présent le réel sens caché derrière le terme « Poker Face », qui est de nombreuses fois utilisé dans la chanson. Elle ajoute que la piste traite entre autres sur ses expériences personnelles par rapport à la bisexualité. Elle conclut en résumant une facette cachée du morceau, en expliquant qu’il parlait d’une personne étant en couple avec un homme mais fantasmant sur une femme, de ce fait l’homme a besoin de lire la ‘poker face’ de sa copine pour comprendre ce qui se passe dans son esprit.

## Composition

Gaga habillée d'une tenue en cuir aux motifs de léopard chantant Poker Face lors du Monster Ball Tour, le 4 mars 2010, au Royaume-Uni à Newcastle.

Poker Face est une chanson possédant un tempo assez rapide comme le single précédent Just Dance. Alors que ce dernier est principalement electropop, Poker Face est d'un genre dark electro dû à son refrain et à ses crochets, pop pour la plupart tandis que ceux de Just Dance sont un mélange de synthpop et de dance, tout comme LoveGame, le single succédant à Poker Face,. Selon Kerri Mason du magazine Billboard, la composition semble tout droit sortir d’une scène rétro des bas-fonds de New York mais garde pourtant un charme inexplicable et transmet une véritable inspiration. Selon la fiche musicale du titre, publiée sur le site Music Notes par Sony/ATV Music Publishing, la chanson se classe dans une signature rythmique moyenne, avec un tempo modéré de 120 battements par minute. Elle est écrite dans la clef de sol dièse mineur tandis que la gamme vocale de Gaga oscille entre la note Fa dièse 3 et Si 4. La piste commence avec un tempo régulier suivi par des chœurs électros murmurant « Mum-mum-mum-mah ». Les chœurs suivent un ordre bien précis, sol♯m–sol♯m–mi–fa♯ , et le refrain également, sol♯m–mi–si–fa♯. Cela est suivi par des arrangements vocaux dance, des bruits de fond produits par les instruments et enfin un crochet sous forme de bégaiement faisant suite au refrain.
Lyriquement, Poker Face fait allusion à la sexualité et aux jeux d’argent. Selon le magazine Daily Star, le refrain est une répétition continue de deux mêmes lignes. Après le crochet « Can’t ready my Poker Face », la chanteuse de fond dit « He’s got me like nobody » puis dans la ligne suivante « She’s got me like nobody ». Gaga explique dans une interview avec ce dernier magazine que ces deux lignes parlent de la confusion que peuvent apporter le sexe et l’amour lorsqu’ils sont mis dans le même panier. Peu après, le livret accompagnant l’album indique que les deux lignes disent la même chose, soit « She’s got me like nobody ». D’après BBC, le crochet « Mum-mum-mum-mah » est le même que celui utilisé dans le single de Boney M sortit en 1977, Ma Baker.

## Accueil critique

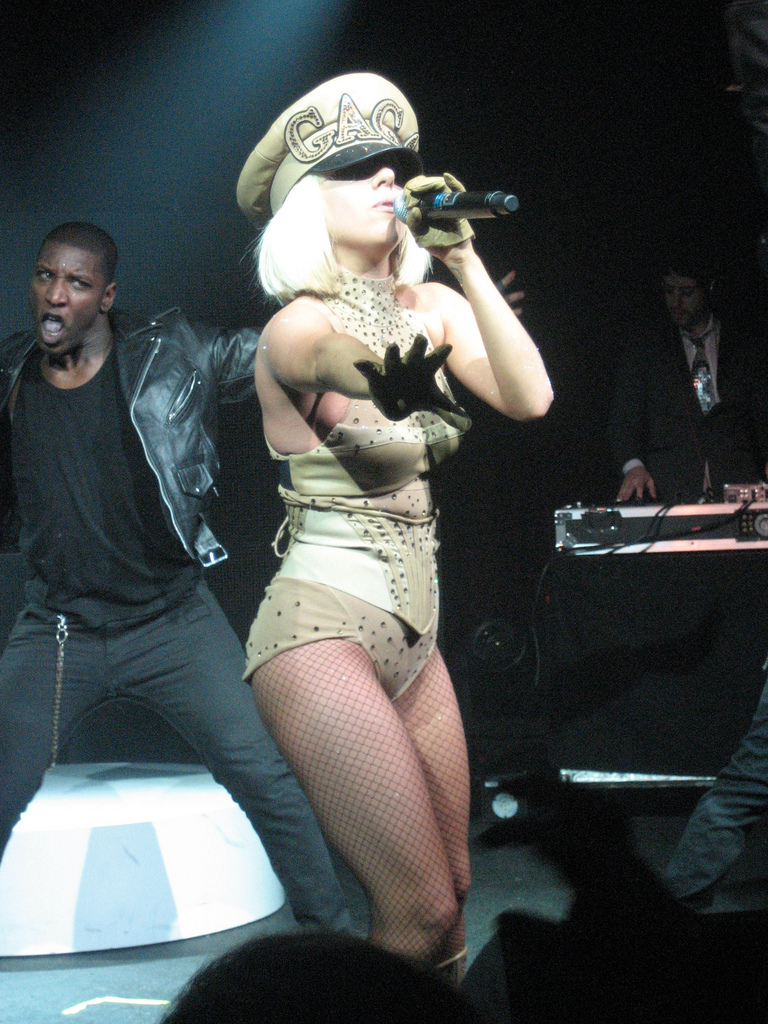
Gaga habillée d'une tenue dorée et d'un chapeau où est inscrit « Gaga » chantant Poker Face lors du Fame Ball Tour, le 22 mars 2009, aux États-Unis à Minneapolis.

Priya Elan du The Times déclare dans une critique dans de The Fame que « Poker Face est un des meilleurs moments de l’album avec ses fameux sujets étroitement reliés, l’amour du jeu et la triche de l’amour ». Un journaliste du magazine BBC affirme que la piste « explique parfaitement le désir de certaines personnes face à la célébrité et la richesse ». Bill Lamb du site About acclame que le titre « marche très bien à la radio, il ne faudrait qu’apporter que quelques modifications aux mixages pour qu’elle soit si parfaite qu’on puisse l’écouter dans le noir, en dansant comme si une fête avait lieu. Avec ce morceau, elle a rafraichi le monde de la pop aux États-Unis et au Royaume-Uni à un des moments les plus difficiles pour vendre. Poker Face ne fait qu’accroître l’impatience des gens qui ne font qu’attendre la prochaine étape musicale que franchira Gaga ». Chris Williams du magazine Billboard a également donné une note positive à la chanson, disant « Encore une fois, les crochets des couplets sont rétros étant donné leurs bruits de synthétiseurs inspirés des années 1980 et leurs versets robotiques et énergiques tandis que ceux du refrain sont plus imposants et proéminents, même plus que ceux de son précédent single Just Dance. Avec sa vision artistique avant-gardiste, son chic original abordé dans ses interviews et dans sa vie de tous les jours, ses incroyables connaissances de la pop, Gaga joue son jeu à merveille — et sa méconnaissance du bluff est un autre de ses atouts ».
Le reporter musical du Slant Magazine, Sal Cinquemani, inclut Poker Face parmi les chansons qui traitent directement sur la célébrité, tout comme d’autres pistes comme Starstruck, Paper Gangsta et Summerboy. Matthew Chisling de AllMusic décrit la chanson comme étant « contagieuse » et la complimente avec le piste-titre de l’album, The Fame, disant d’eux qu’ils permettent « à la seconde partie de l’album de paraître si nouvelle, actuelle et entraînante ». Andy Downing du quotidien The Chicago Tribune note dans une critique d’un spectacle de la tournée The Fame Ball Tour que la piste est très « joyeuse ». Evan Sadwey de PopMatters estime que « Poker Face et Paparazzi ne font que dupliquer la sensation que Gaga répète sans cesse ce qu’elle a fait avec son précédent single, comme une sorte de reprise interminable, et d’autant plus que cette répétition semble délibérée de la part de celle-ci ». Un journaliste du magazine Rolling Stone atteste dans une critique d’un concert du The Fame Ball Tour que la version acoustique de la piste ressemble à une adaptation « blues » de l'originale, avec en plus la musique de Amy Winehouse. Erika Hobert du journal New Times Btoward-Palm Beach décrit le titre comme étant d’un genre « fantastique europop ». Côté prix, la chanson est nommée aux Grammy Awards dans les catégories chanson de l’année, enregistrement de l’année et meilleur enregistrement dance et remporte finalement cette dernière récompense,,.

## Performance dans les hit-parades
Aux États-Unis, la chanson entre dans le Billboard Hot 100 à la 92e position et quelques semaines plus tard, le 7 mars 2009, elle touche la sixième place. La semaine suivante, la piste monte de trois autres rangs pour atteindre le troisième et y reste pendant plus de deux semaines. Dans le classement Billboard du 11 avril 2009, le titre trône finalement sur le hit-parade. Poker Face devient donc le second morceau consécutif à atteindre la position ultime du Hot 100, faisant ainsi de Gaga la première artiste à classer ses deux premiers singles à la première place du Hot 100 depuis Christina Aguilera avec Genie in a Bottle et What a Girl Wants en 1999 et en 2000. Le titre atteint simultanément le premier rang des hit-parades Hot Dance Airplay et Hot Dance Club Play. Poker Face devient donc la première chanson depuis le single de Madonna sorti en 2006, Sorry, à être en première place de ses trois palmarès, incluant le Hot Dance Singles Sales, dans la même semaine. Le titre s’est vendu à 5 410 000 d’exemplaires aux États-Unis selon Nielsen Soudscan, faisant de Gaga la première artiste dans l’histoire du téléchargement numérique à vendre plus de cinq millions de copies avec deux morceaux, le premier étant Just Dance.

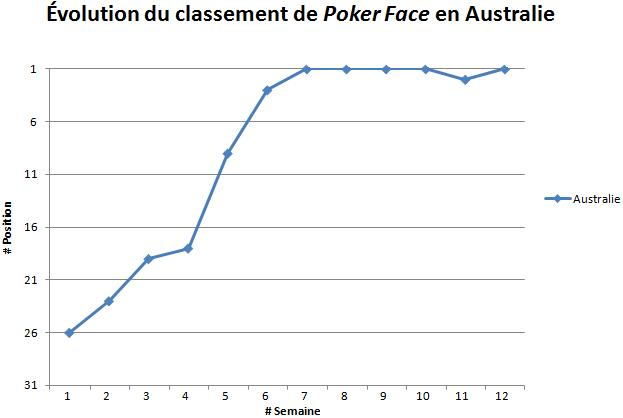
Évolution du classement de Poker Face en Australie lors des douze premières semaines.

Au Canada, la chanson fait sa première entrée au 41e numéro du Canadian Hot 100. Dans le classement du 14 décembre 2008, Poker Face fait une brusque ascension à la première place et y reste en fin de compte plus de neuf semaines non-consécutives. La piste est certifiée huit fois disque de platine par la Canadian Recording Industry Association, en abrégé CRIA, pour ses 320 000 copies numériques écoulées au Canada. En Australie, Poker Face entre dans l'Australian Singles Chart à la 26e place. Sept semaines plus tard atteint, il la première place et y reste uniquement une semaine. Le titre a de plus vendu 420 000 exemplaires dans ce pays, étant ainsi certifié six fois disque de platine par l’Australian Recording Industry Association, aussi appelé ARIA,. En Nouvelle-Zélande, le morceau commence par se classer à la 21e position du hit-parade national. Cinq semaines plus tard, il atteint le premier rang du palmarès néo-zélandais et y reste plus de dix semaines consécutives. La piste est certifiée double disque de platine par la Recording Industry Association of New Zealand (RIANZ) après avoir passé 27 semaines dans le palmarès et vendues plus de 30 000 copies nationalement.
Au Royaume-Uni, Poker Face entre discrètement dans le UK Singles Chart à la 30e place. Dans le classement du 22 mars 2009, la chanson atteint la première position, donnant de ce fait à Gaga un second numéro un consécutif dans ce pays, faisant suite à Just Dance. D'après l'Official Charts Company, la piste a vendu plus d’un million d’exemplaires dans ce pays. Elle devient peu après le plus gros succès numérique au Royaume-Uni, suivi de près par son premier single Just Dance, mais perd cet honneur en juin 2009, ayant été rattrapé par le single des Black Eyed Peas, I Gotta Feeling. Le morceau est nommé par les Britanniques comme étant le meilleur enregistrement de l’année 2009. En Italie, le titre commence son ascension à la 90e place puis quelque temps plus tard atteint la seconde position. La chanson a également touché la première position de plusieurs pays européens, dont l’Allemagne, l’Autriche, la Belgique française et néerlandaise, le Danemark, la Finlande, l’Irlande, la Norvège, les Pays-Bas, la Suède ainsi que la Suisse,,. En Allemagne, la piste reste dans le palmarès national pendant plus d’une année, plus précisément 75 semaines, dont 13 semaines à la position suprême. Dans ce pays, le morceau est le plus téléchargé de tous les temps et le premier à vendre plus de 500 000 exemplaires numériques. Enfin, la chanson a atteint le premier rang du hit-parade continental, le European Hot 100 Singles et trône sur ce palmarès pendant plus de 16 semaines, faisant ainsi de celle-ci la piste étant restée le plus longtemps au premier numéro du palmarès,. En janvier 2010, le titre s’est vendu à 9,8 millions d’exemplaires.

## Vidéoclip

Gaga vêtue d'une robe faite de bulles en plastique interprétant la version acoustique de Poker Face au piano lors du Fame Ball Tour, le 22 mars 2009, aux États-Unis à Minneapolis.

Le vidéoclip pour Poker Face, réalisé par Ray Kay et assisté par Anthony Mandler, est filmé en juin 2008.  dans une luxueuse villa appartenant à Bwin Poker Island,. Bwin a en plus de fournir la résidence, prêté les objets reliés aux jeux d’argents présents dans le clip en échange de placements publicitaires. La vidéo est diffusée par la première fois le 22 octobre 2008. Elle se déroule principalement dans une piscine creusée et un manoir. Elle commence avec un plan sur Gaga qui émerge d'une piscine portant un masque conçu de différents fragments de miroirs et un justaucorps moulant de cuir, accompagnée de deux dogues allemands à ses côtés (Lava et son enfant Rumpus). Elle jette alors son masque sur le sol tandis que la chanson commence avec un gros plan sur la figure de Gaga. Elle est vêtue d’une robe métallique et porte un autocollant en forme d’éclair sur la joue gauche. La scène suivante met en scène Gaga portant un nouveau justaucorps turquoise et exécutant la chorégraphie principale du clip en compagnie de ses danseurs. Gaga se rend par la suite à une fête organisée dans la villa, vêtue d’une robe de soie accessoirisée de grandes épaulettes, où les gens se lancent dans une partie de strip poker. Les gens dansent avec de plus en plus d’ardeur et se déshabillent sans cesse jusqu’à chacun embrasse la personne la plus proche. Les figurants du clip sont en résumé les deux dogues allemands arlequin ainsi que les mannequins présents sur le pont de la piscine. Durant l’interlude musical qui a lieu avant la ligne « I wont tell you that I love you » qui se traduit par « Je ne te dirai pas que je t’aime », Gaga est étendue devant la piscine, portant des lunettes électroniques sur lesquelles s'affiche son slogan « Pop Music Will Never Be Low Brow » (ce qui se traduit par : « La musique pop ne fera jamais profil bas »). La vidéo se termine sur un plan de la figure de Gaga chantant la ligne « Mum-mum-mum-ma ».
Gaga explique dans le dix-neuvième épisode de sa websérie Transmission Gagavision la signification du vidéoclip de Poker Face. Elle explique que « Je sais que je veux être sexy, je ne porte donc pas de pantalons parce que c’est sexy [...] et je sais que je veux être futuriste, je porte donc des épaulettes parce que c’est mon genre ». Le vidéoclip effectue sa première sur la chaîne MTV Royaume-Uni le 17 février 2009. Dans certaines versions de la chanson, et donc du vidéoclip, les mots « muffin », qui est dans la piste un euphémisme pour remplacer le mot vagin, « Russian Roulette », qui se traduit par roulette russe, et « gun », qui se traduit par fusil, sont censurés. Le 21 juin 2009, la vidéo remporte le prix de la meilleure vidéo internationale lors de la cérémonie des MuchMusic Video Awards 2009. Le clip reçoit également quatre nominations pour les MTV Video Music Awards 2009, dans les catégories vidéo de l’année, meilleur nouvel artiste, meilleure vidéo d’une artiste féminine ainsi que meilleure vidéo pop.  

## Interprétations en direct

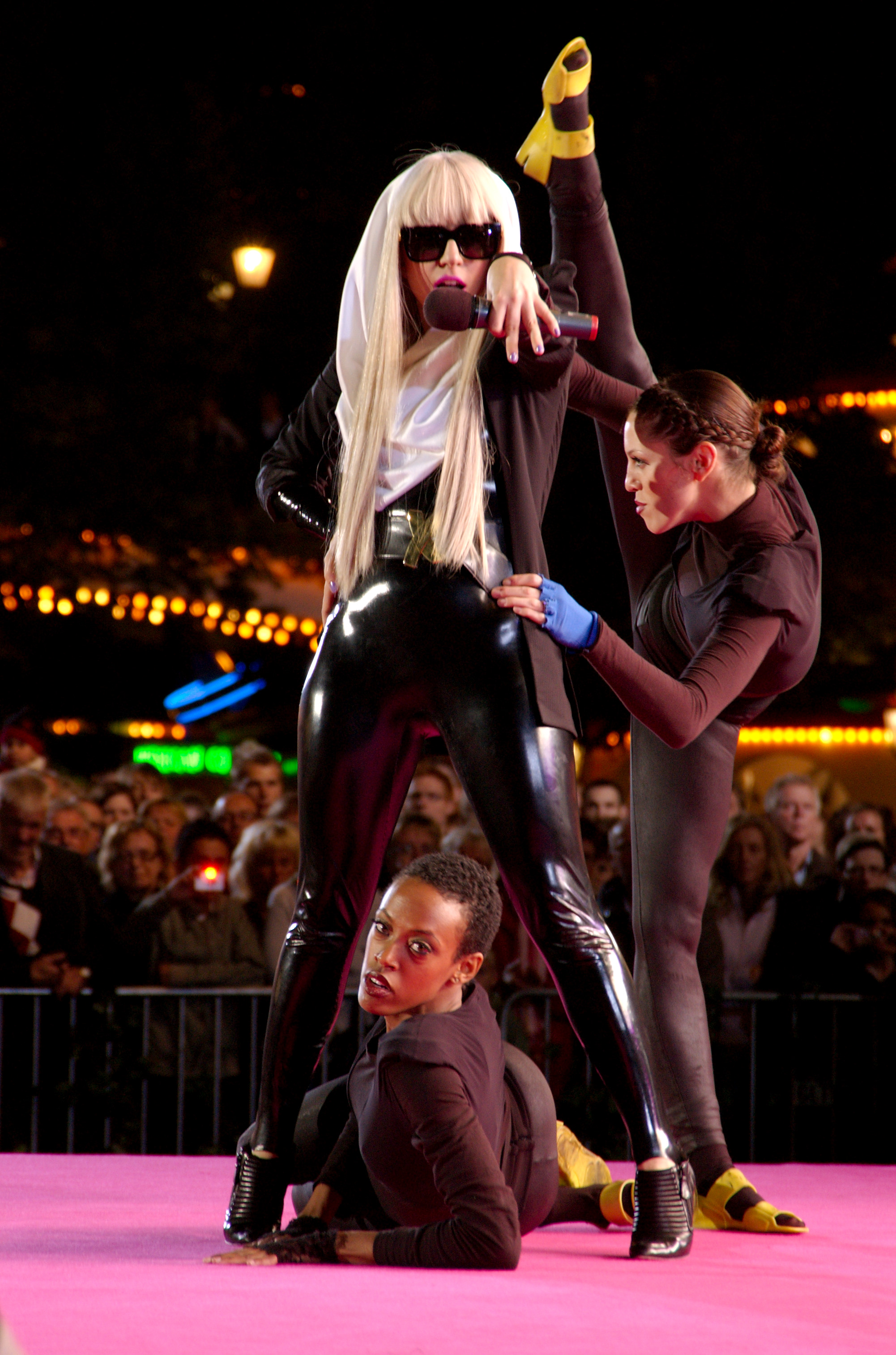
Gaga accompagnée de ses danseuses vêtue d'une paire de collants cuirés ainsi que d'une veste noire et coiffée d'un voile blanc chantant Poker Face lors d'un spectacle promotionnel, le 30 août 2008, en Suède à Stockholm.

Poker Face est interprétée par Gaga dans plusieurs événements liés à des maisons de disques, entre autres lors de l’AOL Sessions, de la Cherrytree House de Interscope Records et enfin lors de la MTV Sessions,,. La chanson est jouée par Gaga dans deux versions différentes lors de sa première tournée, The Fame Ball Tour, tout d’abord elle chante l’adaptation acoustique au piano puis l’originale. Elle exécute la version acoustique sur un piano transparent orné de motifs de bulles et est vêtue d’une robe en plastique conçue elle aussi de bulles. Lors de cette dernière interprétation, le même mannequin présent dans la vidéo de la piste se retrouve derrière son piano. Gaga affirme que le piano transparent a été uniquement fabriqué pour s’agencer avec sa robe. La version originale clôture quant à elle les concerts de cette tournée, lors du rappel des spectacles, tout juste après Boys, Boys, Boys. Elle commence cette interprétation en disant « Certains disent que Lady Gaga est un mensonge, et ils ont raison : Je suis un mensonge, et tous les jours je tue pour que cela soit vrai ». Gaga est habillée d’un justaucorps doré couvert de brillants et porte une casquette d’amiral de la même couleur où est écrit « Gaga »,. 
Le 1er avril 2009, les versions acoustique et originale du morceau sont interprétées en direct sur la chaîne télévisée Fox dans le cadre de l’émission American Idol. La prestation montre d’abord Gaga sous des éclairages roses assise sur le banc de son piano encore une fois transparent. Elle commence alors à chanter le second verset de Poker Face, habillée avec un style à la Bette Midler – un veston d’aluminium avec de grandes épaulettes ainsi qu’une perruque blonde pâle assez courte, accompagnée par un violoniste. Après la fin du premier refrain, le rythme accélère soudain et l’introduction originale de la piste débute. Gaga se lève alors soudainement de son siège et se met à chanter le titre au milieu de la scène. Elle retire son veston ce qui dévoile une robe argentée accessoirisée de deux étoiles géantes au niveau des seins et des épaules. Alors que la piste est au second verset, le violoniste joue un accéléré d’une partie de la mélodie tandis que Gaga danse toujours sur scène. La prestation se termine avec un plan sur la figure de Gaga qui révèle que le motif présent sur son œil gauche lors de l’interprétation est en fait une fermeture éclair. La prestation est plus tard décrite comme une « pièce d’art musicale disco-futuriste ». Cortney Harding du magazine Billboard déclare que « C’est un des meilleurs moments télévisés de Gaga… montrant à la moitié de l’Amérique qu’elle est une véritable célébrité pop ».
Le 19 avril 2009, la version acoustique de la piste est chantée au BBC Live & In-Session. Elle est également interprétée au Royaume-Uni dans le cadre du débat télévisé The Paul O’Grady Show. Lors de l’émission Friday Night Jonathan Ross, elle joue d’abord la version acoustique du titre, puis l’originale et enfin une version rock,. Le 12 mai 2009, Gaga chante Poker Face en version acoustique lors du talk-show The Ellen DeGeneres Show vêtue d’un gyroscope entourant sa tête, créé par le styliste de chapeau Nasir Mazhar. Tout au long de cette interprétation, elle reste debout sur le tabouret de son piano. Gaga décrit le gyroscope qu’elle porte comme étant sa « frontière Gaga ». À cause de cet habit, Elle DeGerenes ne peut l'accueillir, comme son orbite est trop imposant. Une version remixée de Poker Face et LoveGame est exécutée lors des MuchMusic Video Awards 2009, sur une scène dressée dans le milieu d’une rue. Cette interprétation montre Gaga d’abord prise dans un faux métro puis arrêtée par des policiers fictifs, pour ainsi rendre un hommage à la ville de New York. De plus, un extrait de la piste est chanté par Gaga lors de la trente-cinquième saison de l’émission de comédie américaine Saturday Night Live, où elle porte un accoutrement nommé « L’Orbite », qui est conçu de plusieurs anneaux métalliques tournant autour de la personne qui le porte. Le morceau est interprété dans tous les concerts de la seconde tournée de Gaga, The Monster Ball Tour. Lors de la version au piano, chantée uniquement lors de la première partie américaine de la tournée, Gaga est vêtue d’un justaucorps noir et de collants. Le rappeur Kid Cudi rejoint plus tard dans l’interprétation Gaga pour y chanter son single Make Her Say qui contient certains extraits des chœurs de Poker Face. La version originale ensuite chantée dans le dernier segment du concert. Gaga y est habillée dans la plupart de ses spectacles d’un soutien-gorge, d’une culotte et d’une casquette de cuir rouge.

## Reprises

Gaga assise sur le tabouret de son piano et Kid Cudi chantant tous deux Make Her Say lors du Monster Ball Tour, le 29 novembre 2009, au Canada à Toronto.

Le musicien rock Chris Daughtry interprète la version acoustique de la chanson sur une station de radio allemande. Le groupe The Real Tuesday Weld réinterprète la chanson dans son propre style. La piste est également chantée dans un épisode de South Park nommé Putain de baleines ! par le personnage Eric Cartman. Le 16 mai 2010, la version de South Park devient disponible en téléchargement dans la boutique du jeu vidéo Rock Band. Le même jour, le Lady Gaga Pack, qui inclut Poker Face, est mis en vente dans cette dernière boutique. Dans un épisode spécial en direct de Les Griffin, le titre est adapté par Alex Borstein qui au cours de son interprétation est interrompu par Marlee Matlin qui à son tour chante des extraits de Poker Face. Lors de l’Halloween 2009, l’acteur Christopher Walken interprète une version exclusive a cappella du morceau sur la chaîne BBC1’s dans l’émission Friday Night with Jonathan Ross. La chanson est aussi jouée par l’artiste britannique Mika lors de sa visite sur le plateau de BBC Radio 1. Le single du rappeur Kid Cudi, Make Her Say, contient à de nombreuses reprises une ligne de la version acoustique de la piste présente dans The Cherrytree Sessions. Le titre de Cudi est initialement nommé I Pok her Face mais est remplacé par Make Her Say pour la rendre plus accessible aux radios. Il est en collaboration avec Kanye West, qui en est le producteur, et Common, qui chante les scratchs créés par le DJ A-Trak. Après avoir entendu une version acoustique en direct de Poker Face chantée par Gaga, West explique qu’il est un admirateur de Lady Gaga et qu’elle correspond à Make Her Say. Les uniques mots qu’elle chante dans le single de Cudi sont « Poker Her Face ». Selon West, lui et Gaga ont permis de modifier le thème original de Poker Face, la bisexualité, pour le rendre plus simple. Celui-ci déclare par la suite que,

« Lorsque j’ai vu la vidéo sur YouTube dans laquelle elle chante une version acoustique de Poker Face, je suis tombé en amour avec la chanson. Je pouvais rejouer toute la mélodie dans ma tête. Dans ce single, elle chante d’une façon simple et à la fois honnête ainsi  qu'amusante. Mais dans la version acoustique, c’est encore mieux - il est possible d’entendre une mélodie ressemblant à ce qu’on peut attendre à Broadway monter puis descendre. J’ai été inspiré par cela. Je voulais simplifier cette œuvre artistique. Je me suis que cela pourrait se faire facilement – comme dans certains sons hip-hops, lorsqu’ils disent « I p-p-poke her face ». »

Gaga se révèle par la suite être flattée par les commentaires de West et affirme qu’il « a parfaitement compris ce que Poker Face transmet réellement ». Lea Michele et Idina Menzel, dans les rôles respectifs de Rachel Berry et Shelby Corcoran, adaptent une version acoustique de Poker Face dans un épisode de la télésérie américaine Glee nommé Complètement Gaga. Cette dernière version se classe à la 100e position du classement américain, le Billboard Hot 100, puis la semaine suivante atteint la 20e place de celui-ci,.

## Liste des éditions
| - Physique britannique 1. Poker Face – 3:58 2. Poker Face (Tommy Sparks & The Fury Remix) – 3:57 - Physique australien 1. Poker Face (Album Version) – 3:58 2. Just Dance (Robots To Mars Remix) – 4:38 - Disque de vinyle mondial 1. Poker Face (Album Version) – 3:58 2. Poker Face (Glam As You Club Mix By Guéna LG) – 7:51 3. Poker Face (Dave Audé Club Mix) – 8:12 - EP promo remixes physiques mondial 1. Poker Face (Dave Audé Radio Mix) – 3:53 2. Poker Face (Dave Audé Club Mix) – 8:13 3. Poker Face (Glam As You Club Mix By Guéna LG) – 7:52 4. Poker Face (LLG vs. GLG Radio Mix) – 4:06 5. Poker Face (LLG vs. GLG Club Mix) – 6:33 | - EP numérique mondial 1. Poker Face (Space Cowboy Remix) – 4:54 2. Poker Face (Dave Audé Club Mix) – 8:13 3. Poker Face (Jody Den Broeder Remix) – 8:05 - Maxi physique remixes américain 1. Poker Face (Space Cowboy Remix) – 4:54 2. Poker Face (Dave Audé Club Mix) – 8:13 3. Poker Face (Jody Den Broeder Remix) – 8:05 4. Poker Face (Album Version) – 4:01 5. Poker Face (Instrumental Version) – 4:01 - Physique allemand 1. Poker Face – 3:58 2. Just Dance (RedOne Remix) (feat. Kardinal Offishall) – 4:18 |

## Crédits
| - Lady Gaga - Écriture, Chœurs, Chant - RedOne - Écriture, Production, Instrumentation, Enregistrement, Chœurs | - Dave Russell - Ingénierie audio - Robert Orton - Mixage Source: |

## Classements, certifications et successions

### Classements et certifications
| Pays                              | Position | Temps au hit-parade | Certification           |
| --------------------------------- | -------- | ------------------- | ----------------------- |
| Allemagne                         | 1er      | 48 semaines         | 2 × Platine             |
| Australie                         | 1er      | 42 semaines         | Platine 6x,             |
| Autriche                          | 1er      | 60 semaines         | Or                      |
| Belgique (Fr)                     | 1er      | 39 semaines         | Platine                 |
| Belgique (Nl)                     | 1er      | 36 semaines         | Platine                 |
| Canada                            | 1er      | 52 semaines         | Platine 8x              |
| Danemark                          | 1er      | 37 semaines         | 2 × Platine             |
| Espagne                           | 2e       | 39 semaines         | 2 × Platine             |
| États-Unis                        | 1er      | 40 semaines         | Diamant ou 10 × Platine |
| États-Unis (téléchargement légal) | 1er      | 37 semaines         | Platine 4x              |
| Europe                            | 1er      | 64 semaines         |                         |
| Finlande                          | 1er      | 32 semaines         | Platine                 |
| France                            | 1er      | 59 semaines         |                         |
| Hongrie                           | 6e       | 8 semaines          |                         |
| Irlande                           | 1er      | 46 semaines         |                         |
| Italie                            | 1er      | 27 semaines         | Platine                 |
| Japon                             | 21e      | 6 semaines          | Or,                     |
| Norvège                           | 1er      | 42 semaines         | 3 × Platine             |
| Nouvelle-Zélande                  | 1er      | 32 semaines         | 2 × Platine             |
| Pays-Bas                          | 1er      | 40 semaines         |                         |
| République tchèque                | 2e       | 59 semaines         |                         |
| Roumanie                          | 1er      | ~ 30 semaines       |                         |
| Royaume-Uni                       | 1er      | 83 semaines         | Platine                 |
| Slovaquie                         | 1er      | 37 semaines         |                         |
| Suède                             | 1er      | 69 semaines         | 2 × Platine             |
| Suisse                            | 1er      | 72 semaines         | 3 × Platine             |

| Pays             | Position | Année | Période                      |
| ---------------- | -------- | ----- | ---------------------------- |
| Australie        | 7e       | 2008  | Janvier 2008 - Décembre 2008 |
| Nouvelle-Zélande | 14e      | 2008  | Janvier 2008 - Décembre 2008 |
| Roumanie         | 3e       | 2008  | Janvier 2008 - Décembre 2008 |
| Allemagne        | 1er      | 2009  | Janvier 2009 - Décembre 2009 |
| Australie        | 11e      | 2009  | Janvier 2009 - Décembre 2009 |
| Autriche         | 1er      | 2009  | Janvier 2009 - Décembre 2009 |
| Belgique (Fr)    | 1er      | 2009  | Janvier 2009 - Décembre 2009 |
| Belgique (Nl)    | 1er      | 2009  | Janvier 2009 - Décembre 2009 |
| Canada           | 2e       | 2009  | Janvier 2009 - Décembre 2009 |
| Danemark         | 2e       | 2009  | Janvier 2009 - Décembre 2009 |
| Espagne          | 13e      | 2009  | Janvier 2009 - Décembre 2009 |
| États-Unis       | 2e       | 2009  | Janvier 2009 - Décembre 2009 |
| Europe           | 1er      | 2009  | Janvier 2009 - Décembre 2009 |
| France           | 4e       | 2009  | Janvier 2009 - Décembre 2009 |
| Hongrie          | 9e       | 2009  | Janvier 2009 - Décembre 2009 |
| Irlande          | 3e       | 2009  | Janvier 2009 - Décembre 2009 |
| Italie           | 3e       | 2009  | Janvier 2009 - Décembre 2009 |
| Pays-Bas         | 15e      | 2009  | Janvier 2009 - Décembre 2009 |
| Royaume-Uni      | 1er      | 2009  | Janvier 2009 - Décembre 2009 |
| Suède            | 4e       | 2009  | Janvier 2009 - Décembre 2009 |
| Suisse           | 1er      | 2009  | Janvier 2009 - Décembre 2009 |
| Belgique (Fr)    | 50e      | 2010  | Janvier 2010 - Décembre 2010 |
| Belgique (Nl)    | 67e      | 2010  | Janvier 2010 - Décembre 2010 |
| Europe           | 92e      | 2010  | Janvier 2010 - Décembre 2010 |
| Italie           | 95e      | 2010  | Janvier 2010 - Décembre 2010 |
| Japon            | 62e      | 2010  | Janvier 2010 - Décembre 2010 |

| Pays        | Position | Décennie | Période     |
| ----------- | -------- | -------- | ----------- |
| Allemagne   | 2e       | 2000     | 2000 - 2010 |
| Australie   | 4e       | 2000     | 2000 - 2010 |
| États-Unis  | 42e      | 2000     | 2000 - 2010 |
| Royaume-Uni | 15e      | 2000     | 2000 - 2010 |

## Historique des sorties
| Pays             | Date              | Format    |
| ---------------- | ----------------- | --------- |
| Australie        | 23 septembre 2008 | Physique  |
| Amérique du Nord | 11 décembre 2008  | Physique  |
| Union européenne | 20 aoüt 2008      | Physique  |
| Royaume-Uni      | 11 janvier 2009   | Numérique |
| Allemagne        | 20 février 2009   | Physique  |
| Suisse           | 27 février 2009   | Physique  |
| Italie           | 2 avril 2009      | Physique  |